# Prosphex anthophilos
Prosphex anthophilos (лат.) — ископаемый вид жалящих перепончатокрылых, единственный в составе рода Prosphex из  семейства Panguidae с неясным систематическим положением. Известен из бирманского янтаря (меловой период, сеноманский век, около 99 млн лет), добываемого в Мьянме.

## Описание
Мелкие осы (длина тела около 4 мм). Усики самок 13-члениковые (включая скапус и педицель; жгутик из 11 флагелломеров). Макроптерные, крылья с плезиоморфные с полным жилкованием, с 14 замкнутыми ячейками в переднем крыле, вершины жилок M и Cu почти достигают края крыла; жилка R проходит вдоль края крыла позади маргинальной ячейки до вершины крыла, вершина маргинальной ячейки округлая; третья субмаргинальная ячейка спереди шире, чем сзади; 1m-cu соединяется со второй субмаргинальной ячейкой в прокисмально четверти; 2m-cu слегка базальнее 2rs-m, почти сливается; оцеллии или отсутствуют (что маловероятно) или очень мелкие и незаметные; затылочный киль развит, пронотальные лопасти отсутствуют, заднебоковые углы пронотума острые и достигают тегул; нотаули предположительно отсутствуют; голени узкие и цилиндрические; формула голенных шпор 1-2-2, шпоры задних ног простые; аролиум присутствует, но мелкий; проподеум широкий.
Предположительно питались пыльцой растения Tricolporoidites (из группы Эвдикоты), которая в значительном количестве была обнаружена около ротовых органов насекомого.

## Систематика
Систематическое положение Prosphex остаётся неясным, таксон не принадлежит ни к одной из современных линий Aculeata. Плезиоморфное состояние многих признаков Prosphex не позволяет отнести его ни к одному из ранее известных надсемейств и линий жалящих перепончатокрылых (Chrysidoidea, Apoidea и Vespoidea). Prosphex возможно представляет корневую группу для всех жалящих, или для Chrysidoidea, или он сестринский для всех других Aculeata, или для всех Euaculeata. Род и типовой вид были впервые описаны в 2019 году американскими палеоэнтомологами Дэвидом Гримальди и Майклом Энджелом по типовым материалам из мелового бирманского янтаря (Мьянма).